# Javier Weyler
Javier Weyler (Buenos Aires, 3 de julho de 1975) é um baterista, vocalista, guitarrista, percussionista. Conhecido por ter sido o baterista da banda galesa Stereophonics entre 2005 a 2012.

## Biografia
Javier nasceu na Argentina, mas viveu boa parte de sua vida em Caracas, Venezuela. Ele ganhou sua primeira bateria aos 13 anos e aos 17 já tocava profissionalmente com a banda Claroscuro, lançando um EP e dois álbuns com eles. Acaba se mudando para Londres para estudar engenharia de áudio no SAE Institute em 2000. Desta forma, acaba trabalhando em vários estúdios de gravação como Engenheiro de Áudio e baterista. Em uma das gravações, acaba conhecendo a banda Stereophonics e participa da gravação do quarto álbum (You Gotta Go There to Come Back) da banda como percussionista.
Em abril de 2004, Javier trabalhou nas demos das músicas que entrariam no novo álbum da banda. Ainda no mesmo ano, Kelly Jones e Richard Jones escreveram para Javier, convidando-o para ser membro permanente da banda. Javier aceitou o convite e juntou-se ao restante do grupo para grava o quinto álbum do Stereophonics: Language.Sex.Violence.Other?.
Javier tocou para seu maior público no dia 2 de Julho de 2005, quando o grupo se apresentou no festival Live 8, no Hyde Park, em Londres.
Ele ainda gravou um álbum solo, Lagrima, sob a alcunha de Capitan Melao. O trabalho foi lançado no dia 2 de abril de 2007. Javier define o trabalho como possuidor de um ritmo latino e letras "sonhadoras e poéticas".
Em julho de 2012, Kelly Jones através de um anúncio, publicou que Javier Weyler não fazia mais parte do Stereophonics.

## Discografia
| Data de lançamento     | Título                                              | Gravadora         |
| ---------------------- | --------------------------------------------------- | ----------------- |
| 1995                   | El Viaje de una Vida (com Claroscuro)               | Cygnus            |
| 2001                   | Supereterodino (com Claroscuro)                     | Claroscuro        |
| 14 de março de 2005    | Language. Sex. Violence. Other? (com Stereophonics) | V2 Records        |
| 12 de outubro de 2007  | Pull the Pin (com Stereophonics)                    | V2 Records        |
| 2 de abril de 2007     | Lagrima (como Capitan Melao)                        | Black Beans Music |
| 16 de novembro de 2009 | Keep Calm and Carry On (com Stereophonics)          | V2 Records        |

### EPs
| Data de lançamento | Título                      | Gravadora  |
| ------------------ | --------------------------- | ---------- |
| 1993               | Claroscuro (com Claroscuro) | Claroscuro |